# Parábola de la jarra vacía
La Parábola de la jarra vacía (también conocida como Parábola de la mujer con la jarra), es una  parábola atribuida a Jesús.  Sin embargo, no aparece en ninguno de los Evangelios canónicos del Nuevo Testamento, sino sólo en el Evangelio de Tomás no canónico. Según el Evangelio de Tomás 97 Jesús dijo:

El reino del padre es como cierta mujer que llevaba una jarra llena de harina. Mientras caminaba por el camino, todavía a cierta distancia de su casa, el asa de la jarra se rompió y la comida se vació detrás de ella en el camino. Ella no se dio cuenta; no había notado ningún accidente. Cuando llegó a su casa, dejó la jarra y la encontró vacía.

## Autenticidad
Los estudiosos del Jesus Seminar dieron a la Parábola de la Jarra Vacía una calificación "rosa", indicando que en su opinión es probablemente, pero no ciertamente, un dicho auténtico de Jesús.
Los estudiosos del Jesus Seminar observaron paralelismos con la parábola de la levadura, que precede inmediatamente a la parábola de la jarra vacía en el Evangelio de Tomás y la parábola del grano de mostaza: en las tres el reino comienza con algo "inadvertido o inesperado o modesto". Sin embargo, el trabajo del Jesus Seminar de Jesús ha sido criticado por otros estudiosos.

## Interpretación
Esta parábola ha recibido una gran variedad de interpretaciones.  Puede ser una advertencia para no dejar que el "Reino", que según Tomás 3 está "dentro de ti y fuera de ti" se escapa como la harina perdida: también puede ser una simple advertencia contra la autoconfianza.
El vacío de la tinaja puede representar una vida vacía: "las personas que viven su vida en el mundo... llevan tinajas que creen llenas, pero descubren, incluso después de mucha actividad, que están vacías".
Otra interpretación es que la parábola se refiere a "la llegada imperceptible del Reino".
Un comentarista da un sentido positivo al vacío de la jarra, destacando el contraste de la imagen de la jarra vacía con el final esperado de la mujer que encuentra una jarra llena: ese "final feliz" sería una "religiosidad de cuento de hadas", mientras que "el vacío en el mundo es lo fundamental para una eventual plenitud espiritual".
Ray Shortell cree que la parábola alejandrina/estoica es antisexista/antixenófoba contra el templo, representado por la jarra agrietada que lleva una sacerdotisa. El conocimiento de nuestro creador está esparcido por todos los caminos y pensar en contenerlo le deja a uno con menos. Como dijo Jesús, 'podéis decir que adoréis en el templo, pero yo digo que adoréis en espíritu y en verdad'.